# Escândalo das apostas de futebol inglês em 1915
O Escândalo das apostas de futebol inglês ocorreu quando um jogo da Football League First Division entre Manchester United e Liverpool no Estádio Old Trafford em 2 de abril de 1915 foi a manipulação de resultados.